# Герцог Таранкон

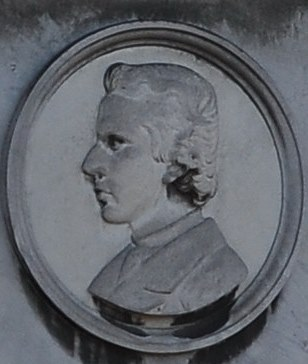
Бюст Августина Муньоса-и-Бурбона, 1-го герцога де Таранкона

Герцог де Таранкон (исп. duque de Tarancón) — испанский аристократический титул. Он был создан 19 ноября 1847 года королевой Изабеллой II для её единоутробного брата Августина Фернандо Муньоса-и-Бурбона — второго сына королева-регентши Марии Кристины Бурбон-Сицилийской (вдовы Фердинанда VII) и её второго мужа Августина Муньоса-и-Санчеса (1808—1873), 1-го герцога Риансареса и 1-го маркиза де Сан-Агустина.
Название титула происходит от названия местности Таранкон в провинции Куэнка, откуда был родом Августин Муньос-и-Санчес.

## Герцоги де Таранкон
|                                             | Титул                                       | Период                                      |
| Креация была создана королевой Изабеллой II | Креация была создана королевой Изабеллой II | Креация была создана королевой Изабеллой II |
| ------------------------------------------- | ------------------------------------------- | ------------------------------------------- |
| I                                           | Августин Фернандо Муньос-и-Бурбон           | 1847-1855                                   |
| II                                          | Фернандо Мария Муньос-и-Бурбон              | 1855-1910                                   |
| III                                         | Хуан Баутиста Муньос и Бернальдо де Кирос   | 1910-1943                                   |
| IV                                          | Алисия Муньос и Каньедо                     | 1943-1970                                   |
| V                                           | Алисия Вильяте и Муньос                     | 1970-2006                                   |
| VI                                          | Кристина Парра и Вильяте                    | 2006-2012                                   |
| VII                                         | Хуан Хосе Парра и Вильяте                   | 2012 — настоящее время                      |

## История герцогов Таранкон
Королева Испании Изабелла II пожаловала Августину Муньосу и Санчесу, второму мужу своей матери Марии Кристины Бурбон-Сицилийской, и их детям многочисленные дворянские титулы. Второй сын Августина Муньоса и Санчеса получил титул герцога Таранкона:
- Августин Фернандо Муньос-и-Бурбон (15 марта 1837 — 15 июля 1855), 1-й герцог Таранкон, 2-й маркиз де Сан-Агустин, 1-й виконт де Рострольяно и принц Эквадора. Бездетный, ему наследовал его младший брат:
- Фернандо Мария Муньос и Бурбон (27 апреля 1838 — 7 декабря 1910), 2-й герцог Таранкон, 2-й герцог Риансарес, 2-й маркиз де Сан-Агустин, 2-й виконт де Рострольяно. Кроме того, Изабелла II пожаловала ему титулы графа де Каса-Муньос и виконта де ла Альборада. Был женат на Эладии Бернальдо де Кирос. Ему наследовал его сына:
- Хуан Баутиста Муньос и Бернальдо де Кирос (23 ноября 1870 — 17 июля 1943), 3-й герцог де Таранкон, 2-й граф де Каса-Муньос. Был женат на Анхеле Каньедо и Гонсалес-Лонгоррия, 2-й маркизе де ла Родрига, придворной даме королева Виктории Евгении. Ему наследовала его дочь:
- Алисия Муньос и Каньедо (16 февраля 1900 — 6 января 1970), 4-я герцогиня де Таранкон, 3-я графиня де Каса-Муньос, 2-я графиня дель Рикуэрдо и 2-я графиня Грасия. Вышла замуж за Антонио Вильяте и Вайланта, 4-го графа де Вальмаседа. Её наследовала её дочь:
- Алисия Вильяте и Муньос (3 апреля 1923 — 29 мая 2006), 5-я герцогиня де Таранкон, 4-я графиня де Каса-Муньос, 3-я графиня дель Рикуэрдо и 5-я графиня де Вальмаседа. Вышла замуж за Хосе Парра и Лазаро. Ей наследовал её дочь:
- Кристина Парра и Вильяте (род. 19 ноября 1946), 6-я герцогиня де Таранкон, 4-я графиня дель Рикуэрдо. Ей наследовал её брат:
- Хуан Хосе Парра и Вильяте (род. 22 мая 1948), 7-й герцог де Таранкон, 6-й граф де Вальдемаса.